# 立川市図書館
立川市図書館（たちかわしとしょかん）は、東京都立川市の公立図書館。

## 利用
利用登録ができるのは、市内在住・在勤・在学者および相互利用をしている市（国立市、昭島市、武蔵村山市、国分寺市、東大和市、小平市、日野市、福生市）在住者である。
本、雑誌は1人合計10冊、CDは1人3タイトル（相互利用者は5冊、1タイトル）借りることができ、貸出期間は2週間である。
休館日・開館時間は下記の通り。
- 中央図書館
  - 休館日：月曜日、第3木曜日、法定電気設備点検日、年末年始、特別整理期間
  - 開館時間：午前10時から午後8時まで（4階児童フロアは午後5時まで、土日祝日は午後5時まで）
- 中央図書館を除くその他の館
  - 休館日：第2・第4月曜日、法定電気設備点検日、年末年始、特別整理期間
  - 開館時間：午前10時から午後7時まで（土日祝日は午後5時まで）

## 施設

### 図書館

#### 中央図書館
- 住所：東京都立川市曙町2-36-2 ファーレ立川センタースクエアビル2Fから4F
- 開設年月日：1995年（平成7年）1月12日
- 蔵書数：478,629冊（2018年度）[2]
- 貸出数：563,997冊（2018年度）[2]
- 延床面積：4,951m2
- アクセス：JR中央線・南武線・青梅線 立川駅から徒歩8分、多摩モノレール立川北駅から徒歩6分。

#### 柴崎図書館
- 住所：東京都立川市柴崎町2-20-5
- 開設年月日：2014年（平成26年）8月31日
- 蔵書数：29,190冊（2018年度）[2]
- 貸出数：95,568冊（2018年度）[2]
- 延床面積：357m2

#### 上砂図書館
- 住所：東京都立川市上砂町1-13-1 都営上砂町1丁目アパート内
- 開設年月日：2000年（平成12年）4月1日
- 蔵書数：69,703冊（2018年度）[2]
- 貸出数：190,267冊（2018年度）[2]
- 延床面積：669m2

#### 幸図書館
- 住所：東京都立川市幸町5-83-1
- 開設年月日：1978年（昭和53年）7月1日
- 蔵書数：23,665冊（2018年度）[2]
- 貸出数：103,124冊（2018年度）[2]
- 延床面積：110m2

#### 西砂図書館
- 住所：東京都立川市西砂町6-12-10
- 開設年月日：1978年（昭和53年）7月1日
- 蔵書数：57,542冊（2018年度）[2]
- 貸出数：166,636冊（2018年度）[2]
- 延床面積：405m2

#### 多摩川図書館
- 住所：東京都立川市富士見町6-51-1
- 開設年月日：1979年（昭和54年）1月30日
- 蔵書数：80,014冊（2018年度）[2]
- 貸出数：80,462冊（2018年度）[2]
- 延床面積：629m2

#### 高松図書館
- 住所：東京都立川市高松町3-22-5
- 開設年月日：1980年（昭和55年）6月28日
- 蔵書数：48,127冊（2018年度）[2]
- 貸出数：106,283冊（2018年度）[2]
- 延床面積：341m2

#### 錦図書館
- 住所：東京都立川市錦町3-12-25
- 開設年月日：1985年（昭和60年）12月20日
- 蔵書数：66,954冊（2018年度）[2]
- 貸出数：164,323冊（2018年度）[2]
- 延床面積：529m2

#### 若葉図書館
- 住所：東京都立川市若葉町3-34-1
- 開設年月日：1986年（昭和61年）11月25日
- 蔵書数：55,444冊（2018年度）[2]
- 貸出数：209,160冊（2018年度）[2]
- 延床面積：351m2

## 沿革
- 1978年 - 幸図書館、西砂図書館開館。
- 1979年 - 多摩川図書館開館。
- 1980年 - 高松図書館開館。
- 1985年 - 錦図書館開館。
- 1986年 - 若葉図書館開館。
- 1995年 - 中央図書館開館。
- 2000年 - 砂川図書館が移転し、上砂図書館開館。
- 2014年 - 柴崎図書館開館（現在の場所に移転）。
- 2014年 2月5日 - 国立市図書館と相互利用開始
- 2014年5月28日 - 昭島市図書館、武蔵村山市図書館と相互利用開始
- 2015年 6月3日 - 国分寺市図書館と相互利用開始
- 2015年7月1日 - 東大和市図書館と相互利用開始
- 2019年 2月20日 - 小平市図書館との相互利用開始
- 2019年5月22日 - 日野市図書館、福生市図書館との相互利用開始